# Niphothixa ophina
Niphothixa ophina is een vlinder uit de familie bladrollers (Tortricidae). De wetenschappelijke naam voor deze soort is voor het eerst geldig gepubliceerd in 1965 door Bradley.
De soort komt voor in tropisch Afrika.